# Diphasiastrum sitchense
Diphasiastrum sitchense är en lummerväxtart som först beskrevs av Franz Josef Ivanovich Ruprecht, och fick sitt nu gällande namn av Josef Holub. Diphasiastrum sitchense ingår i släktet Diphasiastrum och familjen lummerväxter. Inga underarter finns listade i Catalogue of Life.